# Peter-Jürgen Boock
Peter-Jürgen Boock, född 3 september 1951 i Garding (Schleswig-Holstein), är en tysk före detta medlem av Röda armé-fraktionen.
Boock deltog bland annat i mordet på chefen för Dresdner Bank, Jürgen Ponto, den 30 juli 1977 och kidnappningen och mordet på Hanns-Martin Schleyer senare samma år. Efter flera år på flykt greps Boock i Hamburg] 1981 och dömdes till livstids fängelse.
Under fängelsetiden utgav Boock bland annat boken ”Mit dem Rücken zur Wand...”. Ein Gespräch über die RAF, den Knast und die Gesellschaft. Boock frisläpptes våren 1998, efter drygt 17 år i fängelse.
2002 publicerade Boock boken Die Entführung und Ermordung des Hanns-Martin Schleyer.